# Grauer Lippfisch
Der Graue Lippfisch (Symphodus cinereus) ist eine Fischart, die im Mittelmeer und an der Küste des südlichen Westeuropa von Gibraltar bis zum Bassin d’Arcachon vorkommt.

## Merkmale
Der Graue Lippfisch erreicht eine Maximallänge von 15 bis 16 cm, die meisten Exemplare bleiben aber wesentlich kleiner. Jungtiere und Weibchen sind beige bis hellgrau gefärbt und zeigen an den Körperseiten je zwei bräunliche Längsstreifen. Männchen in Brutstimmung sind variabel aber meist kräftiger gefärbt. Oft ist die Grundfarbe gelbbraun und sie sind mit helleren und dunklen Flecken gemustert. Auf dem unteren Abschnitt des Schwanzstiels befindet sich ein glänzend dunkelblauer bis schwärzlicher Fleck, der ein wenig in die untere Schwanzflosse hineinragt. Ein weiterer schwarzer Fleck liegt im vordersten Rückenflossenbereich. Die Wangen werden durch schräg verlaufende, hellblaue Streifen gemustert.

## Lebensweise

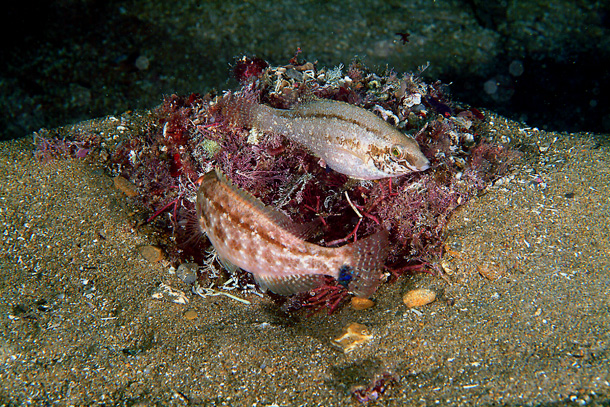
Weibchen (oben) und Männchen am Nest

Der Graue Lippfisch lebt küstennah auf Seegraswiesen, oder auf Sandflächen mit Pflanzenbewuchs und Detritus. Er ernährt sich von Garnelen, Flohkrebsen, Asseln, kleinen Schnecken und Muscheln. Zur Laichzeit zwischen April und Juli baut das revierbildende Männchen ein Nest in einer Mulde im Sandboden. Als Baumaterial dienen abgerissene Seegrasfetzen, Steinchen und Muschelschalen. Der Laich, der vom Männchen beschützt und durch Befächeln mit den Flossen mit sauerstoffreichem Wasser versorgt wird, wird auch mit diesem Material abgedeckt. Weibchen werden mit einer Länge von 4 cm und mit einem Alter von etwa einem Jahr geschlechtsreif. Der beim Grauen Lippfisch wie bei vielen anderen Lippfischarten vorkommende Geschlechtswechsel findet in einem Alter von etwa 2 Jahren statt. Die Fische sind dann ca. 7 cm lang. Die Lebenserwartung der Fische liegt bei 6 bis 7 Jahren.